# Gran Premio motociclistico d'Austria 2023
Il Gran Premio motociclistico d'Austria 2023 è stato la decima prova del motomondiale del 2023. Le vittorie nelle quattro classi sono andate a: Francesco Bagnaia in entrambe la gare della MotoGP, Celestino Vietti in Moto2, Deniz Öncü in Moto3 e Mattia Casadei nelle due gare della MotoE.

## MotoGP

### Sprint

#### Arrivati al traguardo
| Pos. | Nº | Pilota                | Squadra                     | Motocicletta       | Giri | Tempo     | Griglia | Punti |
| ---- | -- | --------------------- | --------------------------- | ------------------ | ---- | --------- | ------- | ----- |
| 1º   | 1  | Francesco Bagnaia     | Ducati Lenovo               | Ducati Desmosedici | 14   | 21'01.844 | 1º      | 12    |
| 2º   | 33 | Brad Binder           | Red Bull KTM Factory Racing | KTM RC16           | 14   | +2.056    | 3º      | 9     |
| 3º   | 89 | Jorge Martín          | Prima Pramac Racing         | Ducati Desmosedici | 14   | +5.045    | 12º     | 7     |
| 4º   | 73 | Álex Márquez          | Gresini Racing              | Ducati Desmosedici | 14   | +8.252    | 5º      | 6     |
| 5º   | 43 | Jack Miller           | Red Bull KTM Factory Racing | KTM RC16           | 14   | +11.365   | 4º      | 5     |
| 6º   | 44 | Pol Espargaró         | GasGas Factory Racing Tech3 | KTM RC16           | 14   | +11.816   | 13º     | 4     |
| 7º   | 41 | Aleix Espargaró       | Aprilia Racing              | Aprilia RS-GP      | 14   | +11.960   | 11º     | 3     |
| 8º   | 12 | Maverick Viñales      | Aprilia Racing              | Aprilia RS-GP      | 14   | +11.984   | 2º      | 2     |
| 9º   | 21 | Franco Morbidelli     | Monster Energy Yamaha       | Yamaha YZR-M1      | 14   | +13.634   | 15º     | 1     |
| 10º  | 93 | Marc Márquez          | Repsol Honda                | Honda RC213V       | 14   | +14.435   | 18º     |       |
| 11º  | 49 | Fabio Di Giannantonio | Gresini Racing              | Ducati Desmosedici | 14   | +15.251   | 20º     |       |
| 12º  | 36 | Joan Mir              | Repsol Honda                | Honda RC213V       | 14   | +16.740   | 16º     |       |
| 13º  | 23 | Enea Bastianini       | Ducati Lenovo               | Ducati Desmosedici | 14   | +18.825   | 14º     |       |
| 14º  | 25 | Raúl Fernández        | CryptoData RNF              | Aprilia RS-GP      | 14   | +19.536   | 17º     |       |
| 15º  | 20 | Fabio Quartararo      | Monster Energy Yamaha       | Yamaha YZR-M1      | 14   | +22.321   | 9º      |       |
| 16º  | 27 | Iker Lecuona          | LCR Honda Castrol           | Honda RC213V       | 14   | +25.593   | 21º     |       |
| 17º  | 37 | Augusto Fernández     | GasGas Factory Racing Tech3 | KTM RC16           | 14   | +25.789   | 22º     |       |

#### Ritirati
| Nº | Pilota           | Squadra             | Motocicletta       | Giri | Griglia |
| -- | ---------------- | ------------------- | ------------------ | ---- | ------- |
| 5  | Johann Zarco     | Prima Pramac Racing | Ducati Desmosedici | 11   | 10º     |
| 10 | Luca Marini      | Mooney VR46 Racing  | Ducati Desmosedici | 6    | 6º      |
| 32 | Lorenzo Savadori | Aprilia Racing      | Aprilia RS-GP      | 5    | 23º     |
| 30 | Takaaki Nakagami | LCR Honda Idemitsu  | Honda RC213V       | 2    | 19º     |
| 72 | Marco Bezzecchi  | Mooney VR46 Racing  | Ducati Desmosedici | 1    | 7º      |
| 88 | Miguel Oliveira  | CryptoData RNF      | Aprilia RS-GP      | 0    | 8º      |

### Gara

#### Arrivati al traguardo
| Pos. | Nº | Pilota                | Squadra                     | Motocicletta       | Giri | Tempo     | Griglia | Punti |
| ---- | -- | --------------------- | --------------------------- | ------------------ | ---- | --------- | ------- | ----- |
| 1º   | 1  | Francesco Bagnaia     | Ducati Lenovo               | Ducati Desmosedici | 28   | 42'23.315 | 1º      | 25    |
| 2º   | 33 | Brad Binder           | Red Bull KTM Factory Racing | KTM RC16           | 28   | +5.191    | 3º      | 20    |
| 3º   | 72 | Marco Bezzecchi       | Mooney VR46 Racing          | Ducati Desmosedici | 28   | +7.708    | 7º      | 16    |
| 4º   | 10 | Luca Marini           | Mooney VR46 Racing          | Ducati Desmosedici | 28   | +10.343   | 6º      | 13    |
| 5º   | 73 | Álex Márquez          | Gresini Racing              | Ducati Desmosedici | 28   | +11.039   | 5º      | 11    |
| 6º   | 12 | Maverick Viñales      | Aprilia Racing              | Aprilia RS-GP      | 28   | +11.724   | 2º      | 10    |
| 7º   | 89 | Jorge Martín          | Prima Pramac Racing         | Ducati Desmosedici | 28   | +12.917   | 12º     | 9     |
| 8º   | 20 | Fabio Quartararo      | Monster Energy Yamaha       | Yamaha YZR-M1      | 28   | +19.509   | 9º      | 8     |
| 9º   | 41 | Aleix Espargaró       | Aprilia Racing              | Aprilia RS-GP      | 28   | +20.231   | 11º     | 7     |
| 10º  | 23 | Enea Bastianini       | Ducati Lenovo               | Ducati Desmosedici | 28   | +20.729   | 13º     | 6     |
| 11º  | 21 | Franco Morbidelli     | Monster Energy Yamaha       | Yamaha YZR-M1      | 28   | +21.527   | 14º     | 5     |
| 12º  | 93 | Marc Márquez          | Repsol Honda                | Honda RC213V       | 28   | +23.027   | 18º     | 4     |
| 13º  | 5  | Johann Zarco          | Prima Pramac Racing         | Ducati Desmosedici | 28   | +24.259   | 10º     | 3     |
| 14º  | 37 | Augusto Fernández     | GasGas Factory Racing Tech3 | KTM RC16           | 28   | +25.365   | 22º     | 2     |
| 15º  | 43 | Jack Miller           | Red Bull KTM Factory Racing | KTM RC16           | 28   | +25.475   | 4º      | 1     |
| 16º  | 44 | Pol Espargaró         | GasGas Factory Racing Tech3 | KTM RC16           | 28   | +28.073   | 16º     |       |
| 17º  | 49 | Fabio Di Giannantonio | Gresini Racing              | Ducati Desmosedici | 28   | +28.998   | 20º     |       |
| 18º  | 30 | Takaaki Nakagami      | LCR Honda Idemitsu          | Honda RC213V       | 28   | +32.316   | 19º     |       |
| 19º  | 32 | Lorenzo Savadori      | Aprilia Racing              | Aprilia RS-GP      | 28   | +42.392   | 23º     |       |
| 20º  | 27 | Iker Lecuona          | LCR Honda Castrol           | Honda RC213V       | 28   | +46.239   | 21º     |       |

#### Ritirati
| Nº | Pilota          | Squadra        | Motocicletta  | Giri | Griglia |
| -- | --------------- | -------------- | ------------- | ---- | ------- |
| 25 | Raúl Fernández  | CryptoData RNF | Aprilia RS-GP | 27   | 17º     |
| 36 | Joan Mir        | Repsol Honda   | Honda RC213V  | 12   | 15º     |
| 88 | Miguel Oliveira | CryptoData RNF | Aprilia RS-GP | 6    | 8º      |

## Moto2

### Arrivati al traguardo
| Pos. | Nº | Pilota                  | Squadra                        | Motocicletta | Giri | Tempo     | Griglia | Punti |
| ---- | -- | ----------------------- | ------------------------------ | ------------ | ---- | --------- | ------- | ----- |
| 1º   | 13 | Celestino Vietti        | Fantic Racing                  | Kalex        | 23   | 36'25.093 | 3º      | 25    |
| 2º   | 37 | Pedro Acosta            | Red Bull KTM Ajo               | Kalex        | 23   | +1.435    | 1º      | 20    |
| 3º   | 79 | Ai Ogura                | Idemitsu Honda Team Asia       | Kalex        | 23   | +5.189    | 2º      | 16    |
| 4º   | 96 | Jake Dixon              | Autosolar GasGas Aspar         | Kalex        | 23   | +6.145    | 4º      | 13    |
| 5º   | 35 | Somkiat Chantra         | Idemitsu Honda Team Asia       | Kalex        | 23   | +8.635    | 5º      | 11    |
| 6º   | 14 | Tony Arbolino           | Elf Marc VDS Racing            | Kalex        | 23   | +14.054   | 7º      | 10    |
| 7º   | 12 | Filip Salač             | QJMotor Gresini                | Kalex        | 23   | +14.492   | 12º     | 9     |
| 8º   | 11 | Sergio García           | Pons Wegow Los40               | Kalex        | 23   | +16.445   | 16º     | 8     |
| 9º   | 54 | Fermín Aldeguer         | CAG SpeedUp                    | Boscoscuro   | 23   | +17.178   | 6º      | 7     |
| 10º  | 3  | Lukas Tulovic           | Liqui Moly Husqvarna Intact GP | Kalex        | 23   | +35.361   | 18º     | 6     |
| 11º  | 71 | Dennis Foggia           | Italtrans Racing               | Kalex        | 23   | +37.855   | 17º     | 5     |
| 12º  | 52 | Jeremy Alcoba           | QJMotor Gresini                | Kalex        | 23   | +39.551   | 25º     | 4     |
| 13º  | 28 | Izan Guevara            | Autosolar GasGas Aspar         | Kalex        | 23   | +40.213   | 19º     | 3     |
| 14º  | 24 | Marcos Ramírez          | OnlyFans American Racing       | Kalex        | 23   | +40.410   | 23º     | 2     |
| 15º  | 64 | Bo Bendsneyder          | Pertamina Mandalika SAG        | Kalex        | 23   | +41.098   | 20º     | 1     |
| 16º  | 72 | Borja Gómez             | Fantic Racing                  | Kalex        | 23   | +43.446   | 22º     |       |
| 17º  | 67 | Alberto Surra           | Forward Team                   | Forward      | 23   | +45.018   | 26º     |       |
| 18º  | 33 | Rory Skinner            | OnlyFans American Racing       | Kalex        | 23   | +47.622   | 24º     |       |
| 19º  | 73 | Mattia Rato             | Pertamina Mandalika SAG        | Kalex        | 23   | +49.861   | 28º     |       |
| 20º  | 5  | Kōta Nozane             | Correos Prepago Yamaha VR46    | Kalex        | 23   | +57.039   | 27º     |       |
| 21º  | 21 | Alonso López            | CAG SpeedUp                    | Boscoscuro   | 23   | +1'09.264 | 11º     |       |
| 22º  | 84 | Zonta van den Goorbergh | Fieten Olie Racing GP          | Kalex        | 23   | +1'10.514 | 13º     |       |

### Ritirati
| Nº | Pilota          | Squadra                        | Motocicletta | Giri | Griglia |
| -- | --------------- | ------------------------------ | ------------ | ---- | ------- |
| 16 | Joe Roberts     | Italtrans Racing               | Kalex        | 11   | 21º     |
| 40 | Arón Canet      | Pons Wegow Los40               | Kalex        | 10   | 10º     |
| 75 | Albert Arenas   | Red Bull KTM Ajo               | Kalex        | 9    | 8º      |
| 18 | Manuel González | Correos Prepago Yamaha VR46    | Kalex        | 7    | 9º      |
| 15 | Darryn Binder   | Liqui Moly Husqvarna Intact GP | Kalex        | 2    | 15º     |
| 22 | Sam Lowes       | Elf Marc VDS Racing            | Kalex        | 2    | 14º     |

## Moto3

### Arrivati al traguardo
| Pos. | Nº | Pilota             | Squadra                        | Motocicletta  | Giri | Tempo     | Griglia | Punti |
| ---- | -- | ------------------ | ------------------------------ | ------------- | ---- | --------- | ------- | ----- |
| 1º   | 53 | Deniz Öncü         | Red Bull KTM Ajo               | KTM RC 250 GP | 20   | 34'04.291 | 3º      | 25    |
| 2º   | 96 | Daniel Holgado     | Red Bull KTM Tech3             | KTM RC 250 GP | 20   | +0.005    | 2º      | 20    |
| 3º   | 71 | Ayumu Sasaki       | Liqui Moly Husqvarna Intact GP | Husqvarna     | 20   | +0.119    | 8º      | 16    |
| 4º   | 95 | Collin Veijer      | Liqui Moly Husqvarna Intact GP | Husqvarna     | 20   | +0.136    | 1º      | 13    |
| 5º   | 48 | Iván Ortolá        | Angeluss MTA                   | KTM RC 250 GP | 20   | +3.135    | 18º     | 11    |
| 6º   | 54 | Riccardo Rossi     | SIC58 Squadra Corse            | Honda NSF250R | 20   | +5.270    | 6º      | 10    |
| 7º   | 6  | Ryusei Yamanaka    | GasGas Aspar                   | Gas Gas       | 20   | +8.137    | 13º     | 9     |
| 8º   | 10 | Diogo Moreira      | MT Helmets - MSI               | KTM RC 250 GP | 20   | +8.382    | 19º     | 8     |
| 9º   | 44 | David Muñoz        | Boé Motorsports                | KTM RC 250 GP | 20   | +8.453    | 10º     | 7     |
| 10º  | 82 | Stefano Nepa       | Angeluss MTA                   | KTM RC 250 GP | 20   | +8.615    | 11º     | 6     |
| 11º  | 99 | José Antonio Rueda | Red Bull KTM Ajo               | KTM RC 250 GP | 20   | +8.667    | 5º      | 5     |
| 12º  | 18 | Matteo Bertelle    | Rivacold Snipers               | Honda NSF250R | 20   | +9.239    | 16º     | 4     |
| 13º  | 24 | Tatsuki Suzuki     | Leopard Racing                 | Honda NSF250R | 20   | +9.516    | 12º     | 3     |
| 14º  | 27 | Kaito Toba         | SIC58 Squadra Corse            | Honda NSF250R | 20   | +14.741   | 21º     | 2     |
| 15º  | 38 | David Salvador     | CIP Green Power                | KTM RC 250 GP | 20   | +19.343   | 25º     | 1     |
| 16º  | 66 | Joel Kelso         | CFMoto Racing PrüstelGP        | CFMoto        | 20   | +19.415   | 9º      |       |
| 17º  | 55 | Romano Fenati      | Rivacold Snipers               | Honda NSF250R | 20   | +19.526   | 14º     |       |
| 18º  | 72 | Taiyo Furusato     | Honda Team Asia                | Honda NSF250R | 20   | +20.346   | 17º     |       |
| 19º  | 43 | Xavier Artigas     | CFMoto Racing PrüstelGP        | CFMoto        | 20   | +21.524   | 22º     |       |
| 20º  | 12 | Noah Dettwiler     | CFMoto Racing PrüstelGP        | CFMoto        | 20   | +21.758   | 23º     |       |
| 21º  | 7  | Filippo Farioli    | Red Bull KTM Tech3             | KTM RC 250 GP | 20   | +21.850   | 24º     |       |
| 22º  | 19 | Scott Ogden        | VisionTrack Racing             | Honda NSF250R | 20   | +22.293   | 15º     |       |
| 23º  | 33 | Tatchakorn Buasri  | Honda Team Asia                | Honda NSF250R | 20   | +29.684   | 29º     |       |
| 24º  | 20 | Lorenzo Fellon     | CIP Green Power                | KTM RC 250 GP | 20   | +31.814   | 30º     |       |
| 25º  | 22 | Ana Carrasco       | Boé Motorsports                | KTM RC 250 GP | 20   | +31.858   | 26º     |       |
| 26º  | 64 | Mario Aji          | Honda Team Asia                | Honda NSF250R | 20   | +32.013   | 27º     |       |
| 27º  | 70 | Joshua Whatley     | VisionTrack Racing             | Honda NSF250R | 20   | +36.954   | 28º     |       |
| 28º  | 63 | Syarifuddin Azman  | MT Helmets - MSI               | KTM RC 250 GP | 20   | +45.512   | 20º     |       |
| 29º  | 80 | David Alonso       | GasGas Aspar                   | Gas Gas       | 19   | +1 giro   | 7º      |       |

### Ritirato
| Nº | Pilota      | Squadra        | Motocicletta  | Giri | Griglia |
| -- | ----------- | -------------- | ------------- | ---- | ------- |
| 5  | Jaume Masiá | Leopard Racing | Honda NSF250R | 3    | 4º      |

## MotoE
Tutti i piloti sono dotati di motocicletta fornita dalla Ducati.

### Gara 1

#### Arrivati al traguardo
| Pos. | Nº | Pilota             | Squadra                    | Giri | Tempo     | Griglia | Punti |
| ---- | -- | ------------------ | -------------------------- | ---- | --------- | ------- | ----- |
| 1º   | 40 | Mattia Casadei     | HP Pons Los40              | 7    | 11'37.993 | 2º      | 25    |
| 2º   | 51 | Eric Granado       | LCR E-Team                 | 7    | +1.218    | 3º      | 20    |
| 3º   | 21 | Kevin Zannoni      | Ongetta SIC58 Squadracorse | 7    | +1.382    | 1º      | 16    |
| 4º   | 4  | Héctor Garzó       | Dynavolt Intact GP         | 7    | +1.466    | 6º      | 13    |
| 5º   | 81 | Jordi Torres       | Openbank Aspar             | 7    | +4.114    | 8º      | 11    |
| 6º   | 77 | Miquel Pons        | LCR E-Team                 | 7    | +5.950    | 7º      | 10    |
| 7º   | 61 | Alessandro Zaccone | Tech3 E-racing             | 7    | +8.394    | 17º     | 9     |
| 8º   | 8  | Mika Pérez         | RNF                        | 7    | +9.199    | 15º     | 8     |
| 9º   | 34 | Kevin Manfredi     | Ongetta SIC58 Squadracorse | 7    | +9.498    | 9º      | 7     |
| 10º  | 53 | Esteve Rabat       | Prettl Pramac              | 7    | +9.637    | 12º     | 6     |
| 11º  | 3  | Randy Krummenacher | Dynavolt Intact GP         | 7    | +9.806    | 10º     | 5     |
| 12º  | 99 | Óscar Gutiérrez    | Prettl Pramac              | 7    | +9.980    | 13º     | 4     |
| 13º  | 29 | Nicholas Spinelli  | HP Pons Los40              | 7    | +10.585   | 14º     | 3     |
| 14º  | 72 | Alessio Finello    | Felo Gresini               | 7    | +11.719   | 16º     | 2     |
| 15º  | 6  | María Herrera      | OpenBank Aspar             | 7    | +17.012   | 18º     | 1     |
| 16º  | 11 | Matteo Ferrari     | Felo Gresini               | 7    | +1'30.121 | 4º      |       |

#### Ritirati
| Nº | Pilota           | Squadra        | Giri | Griglia |
| -- | ---------------- | -------------- | ---- | ------- |
| 78 | Hikari Ōkubo     | Tech3 E-racing | 5    | 5º      |
| 9  | Andrea Mantovani | RNF            | 0    | 11º     |

### Gara 2

#### Arrivati al traguardo
| Pos. | Nº | Pilota             | Squadra                    | Giri | Tempo     | Griglia | Punti |
| ---- | -- | ------------------ | -------------------------- | ---- | --------- | ------- | ----- |
| 1º   | 40 | Mattia Casadei     | HP Pons Los40              | 7    | 11'37.686 | 2º      | 25    |
| 2º   | 11 | Matteo Ferrari     | Felo Gresini               | 7    | +0.077    | 4º      | 20    |
| 3º   | 21 | Kevin Zannoni      | Ongetta SIC58 Squadracorse | 7    | +0.373    | 1º      | 16    |
| 4º   | 77 | Miquel Pons        | LCR E-Team                 | 7    | +2.158    | 7º      | 13    |
| 5º   | 4  | Héctor Garzó       | Dynavolt Intact GP         | 7    | +2.246    | 6º      | 11    |
| 6º   | 81 | Jordi Torres       | Openbank Aspar             | 7    | +3.929    | 8º      | 10    |
| 7º   | 3  | Randy Krummenacher | Dynavolt Intact GP         | 7    | +5.638    | 10º     | 9     |
| 8º   | 78 | Hikari Ōkubo       | Tech3 E-racing             | 7    | +6.337    | 5º      | 8     |
| 9º   | 9  | Andrea Mantovani   | RNF                        | 7    | +8.352    | 11º     | 7     |
| 10º  | 34 | Kevin Manfredi     | Ongetta SIC58 Squadracorse | 7    | +8.868    | 9º      | 6     |
| 11º  | 61 | Alessandro Zaccone | Tech3 E-racing             | 7    | +9.018    | 17º     | 5     |
| 12º  | 99 | Óscar Gutiérrez    | Prettl Pramac              | 7    | +9.101    | 13º     | 4     |
| 13º  | 29 | Nicholas Spinelli  | HP Pons Los40              | 7    | +9.436    | 14º     | 3     |
| 14º  | 53 | Esteve Rabat       | Prettl Pramac              | 7    | +9.837    | 12º     | 2     |
| 15º  | 8  | Mika Pérez         | RNF                        | 7    | +10.527   | 15º     | 1     |
| 16º  | 72 | Alessio Finello    | Felo Gresini               | 7    | +10.869   | 16º     |       |
| 17º  | 6  | María Herrera      | OpenBank Aspar             | 7    | +19.039   | 18º     |       |
| 18º  | 51 | Eric Granado       | LCR E-Team                 | 7    | +43.639   | 3º      |       |